# Bucky O'Hare
Bucky O'Hare (Japans: バッキー オヘア) is een videospel voor het platform Nintendo Entertainment System. Het spel werd ontwikkeld en uitgegeven in 1992 door Konami. Het actiespel is een sidescroller. De speler speelt Bucky, die kan springen.

## Ontvangst
| Beoordeeld door                | Datum           | Score |
| ------------------------------ | --------------- | ----- |
| GamePro (USA)                  | januari 1992    | 100%  |
| Retroage                       | 25 mei 2013     | 90%   |
| GameCola.net                   | juni 2003       | 83%   |
| Hardcore Gaming 101            | 2000            | 80%   |
| Total! (Duitsland)             | mei 1994        | 80%   |
| Quebec Gamers                  | 1 februari 2005 | 78%   |
| ASM (Aktueller Software Markt) | september 1992  | 75%   |
| NES Archives                   | 13 mei 2009     | 75%   |
| Nintendo Magazine System UK    | januari 1993    | 72%   |
| HonestGamers                   | 25 mei 2013     | 50%   |